# Lijst van voetbalinterlands Maleisië - Verenigde Arabische Emiraten
Deze lijst van voetbalinterlands is een overzicht van alle officiële voetbalwedstrijden tussen de nationale teams van Maleisië en de Verenigde Arabische Emiraten. De landen hebben tot op heden tien keer tegen elkaar gespeeld. De eerste ontmoeting, een groepswedstrijd tijdens de Azië Cup 1980, werd gespeeld in Koeweit op 20 september 1980. Het laatste duel, een kwalificatiewedstrijd voor het Wereldkampioenschap voetbal 2022, vond plaats op 3 juni 2021 in Dubai.

## Wedstrijden
| №  | Plaats        | Datum             | Competitie                 | Wedstrijd                               | Uitslag |
| -- | ------------- | ----------------- | -------------------------- | --------------------------------------- | ------- |
| 1  | Koeweit       | 20 september 1980 | Azië Cup 1980              | Maleisië − Verenigde Arabische Emiraten | 2 − 0   |
| 2  | Kuala Lumpur  | 12 september 1981 | Vriendschappelijk          | Maleisië − Verenigde Arabische Emiraten | 0 − 1   |
| 3  | Kuala Lumpur  | 7 augustus 1982   | Vriendschappelijk          | Maleisië − Verenigde Arabische Emiraten | 1 − 0   |
| 4  | Petaling Jaya | 21 juni 2007      | Vriendschappelijk          | Maleisië − Verenigde Arabische Emiraten | 1 − 3   |
| 5  | Kuala Lumpur  | 21 januari 2009   | Azië Cup 2011 kwalificatie | Maleisië − Verenigde Arabische Emiraten | 0 − 5   |
| 6  | Dubai         | 6 januari 2010    | Azië Cup 2011 kwalificatie | Verenigde Arabische Emiraten − Maleisië | 1 − 0   |
| 7  | Abu Dhabi     | 3 september 2015  | WK 2018 kwalificatie       | Verenigde Arabische Emiraten − Maleisië | 10 − 0  |
| 8  | Shah Alam     | 17 november 2015  | WK 2018 kwalificatie       | Maleisië − Verenigde Arabische Emiraten | 1 − 2   |
| 9  | Kuala Lumpur  | 10 september 2019 | WK 2022 kwalificatie       | Maleisië – Verenigde Arabische Emiraten | 1 – 2   |
| 10 | Dubai         | 3 juni 2021       | WK 2022 kwalificatie       | Verenigde Arabische Emiraten − Maleisië | 4 − 0   |

## Samenvatting
| Competitie            | Totaal gespeeld | Winst Maleisië | Gelijk | Winst V.A.E. | Doelsaldo Maleisië – V.A.E. |
| --------------------- | --------------- | -------------- | ------ | ------------ | --------------------------- |
| WK-kwalificatie       | 4               | 0              | 0      | 4            | 2 − 18                      |
| Azië Cup              | 1               | 1              | 0      | 0            | 2 − 0                       |
| Azië Cup-kwalificatie | 2               | 0              | 0      | 2            | 0 − 6                       |
| Vriendschappelijk     | 3               | 1              | 0      | 2            | 2 − 4                       |
| Totaal                | 10              | 2              | 0      | 8            | 6 − 28                      |

FAM · 
A-internationals · 
Maleisisch vrouwenelftal
Afghanistan ·
Algerije ·
Australië ·
Bahrein ·
Bangladesh ·
Bhutan ·
Bosnië en Herzegovina ·
Brazilië ·
Brunei ·
Cambodja ·
Canada ·
China ·
Engeland ·
Fiji ·
Filipijnen ·
Finland ·
Ghana ·
Hongkong ·
India ·
Indonesië ·
Irak ·
Iran ·
Israël ·
Jamaica ·
Japan ·
Jemen ·
Jordanië ·
Kenia ·
Kirgizië ·
Koeweit ·
Laos ·
Lesotho ·
Libanon ·
Liberia ·
Libië ·
Liechtenstein ·
Macau ·
Malediven ·
Marokko ·
Mongolië ·
Myanmar ·
Nepal ·
Nieuw-Zeeland ·
Noord-Korea ·
Oezbekistan ·
Oman ·
Oost-Timor ·
Pakistan ·
Palestina ·
Papoea-Nieuw-Guinea ·
Qatar ·
Saoedi-Arabië ·
Salomonseilanden ·
Senegal ·
Singapore ·
Sri Lanka ·
Syrië ·
Tadzjikistan ·
Taiwan ·
Thailand ·
Turkije ·
Turkmenistan ·
Uruguay ·
Verenigde Arabische Emiraten ·
Vietnam ·
Zuid-Korea ·
Zuid-Vietnam ·
Zweden
UAEFA · A-internationals · Bondscoaches · Statistieken · Olympisch elftal · Vrouwenelftal van de Verenigde Arabische Emiraten · VA Emiraten U21 · VA Emiraten U19 · VA Emiraten U17
1972 – 1979 ·
1980 – 1989 ·
1990 – 1999 ·
2000 – 2009 ·
2010 – 2019 ·
2020 − 2029
OS 2012
Algerije ·
Andorra ·
Angola ·
Argentinië ·
Armenië ·
Australië ·
Azerbeidzjan ·
Bahrein ·
Bangladesh ·
Benin ·
Bolivia ·
Brazilië ·
Brunei ·
Bulgarije ·
Chili ·
China ·
Colombia ·
Costa Rica ·
Denemarken ·
Dominicaanse Republiek ·
Duitsland ·
Egypte ·
Estland ·
Filipijnen ·
Finland ·
Gabon ·
Gambia ·
Georgië ·
Haïti ·
Honduras ·
Hongarije ·
Hongkong ·
IJsland ·
India ·
Indonesië ·
Irak ·
Iran ·
Japan ·
Jemen ·
Joegoslavië ·
Jordanië ·
Kazachstan ·
Kenia ·
Kirgizië ·
Koeweit ·
Laos ·
Libanon ·
Libië ·
Litouwen ·
Maleisië ·
Malta ·
Marokko ·
Mauritanië ·
Moldavië ·
Myanmar ·
Nepal ·
Nieuw-Zeeland ·
Noord-Korea ·
Noorwegen ·
Oekraïne ·
Oezbekistan ·
Oman ·
Oost-Timor ·
Pakistan ·
Palestina ·
Paraguay ·
Peru ·
Polen ·
Qatar ·
Roemenië ·
Rusland ·
Saoedi-Arabië ·
Senegal ·
Singapore ·
Slovenië ·
Slowakije ·
Soedan ·
Sri Lanka ·
Syrië ·
Tadzjikistan ·
Thailand ·
Togo ·
Trinidad en Tobago ·
Tsjechië ·
Tunesië ·
Turkmenistan ·
Uruguay ·
Venezuela ·
Vietnam ·
Wit-Rusland ·
Zuid-Afrika ·
Zuid-Korea ·
Zweden ·
Zwitserland